# Francisco Portillo Soler
Francisco Portillo Soler (Málaga, 13 de junio de 1990), más conocido deportivamente como Portillo, es un futbolista español que juega como centrocampista y desde julio de 2025 está sin equipo.
En cada temporada que disputó en Segunda División consiguió el ascenso a Primera División (Real Betis Balompié en 2015, Getafe C. F. en 2017, U. D. Almería en 2022, C. D. Leganés en 2024 y Real Oviedo en 2025).
En el año 2025 marcó el gol decisivo que supuso el ascenso a Primera División del Real Oviedo, después de 24 años fuera de la primera categoría del fútbol español.

## Trayectoria

### Centro de Deportes El Palo
Con 5 años comenzó a jugar muy cerca de su casa, en San Ignacio. Apenas 50 metros separaban la casa de sus padres del campo del Centro de Deportes El Palo. Ingresó en la entidad paleña en categoría pre-benjamín. En esta etapa, ya en categoría alevín, consiguió hacer historia con su equipo, alcanzando por primera vez en el Club la Fase Final del Campeonato de Andalucía. Durante su etapa de Fútbol-7, Francisco Portillo jugó en el centro del campo. Es en categoría infantil, en su primer contacto con el Fútbol-11, cuando adelantó su posición y empieza a jugar cerca de la delantera. En categoría infantil, logró jugar con su equipo la Fase Final del torneo Nike y ese mismo año fue convocado por la Selección Malagueña para disputar el Campeonato de Andalucía de selecciones provinciales. Durante su trayectoria en el C. D. El Palo fue entrenado por técnicos como Juan Diego, Rueda e incluso por su padre, Francisco Portillo.

### Málaga C. F.
Francisco Portillo llegó al Málaga Club de Fútbol en su segundo año como jugador cadete, se incorporó al equipo Cadete Autonómico, entrenado por Rafa Gil. Ese año firmó más de 15 goles y se proclamó campeón de Liga y de Andalucía.
En su primer año como juvenil, ingresó en las filas del San Félix, a las órdenes del técnico Francisco Astorga, logrando al término de la campaña el título liguero. Esa misma temporada también jugó algunos encuentros en una categoría superior, Liga Nacional juvenil, dirigido por Juan Manuel Azuaga. En su segunda campaña como jugador juvenil (2007-08) formó parte del equipo de División de Honor, entrenado por Rafael Fernández. Portillo fue convocado por la Selección Andaluza Sub-18 para disputar el Campeonato de España de selecciones por autonomías.
Francisco Portillo debutó, con 17 años, con el Atlético Malagueño, en un partido de Tercera División disputado frente al Mengíbar en la Ciudad Deportiva El Viso. Portillo, que pertenecía al equipo de División de Honor juvenil, llegó a disputar un total de 6 encuentros con el filial blanquiazul en la temporada 2007/08. En la temporada 2008/09, con 18 años, continuó en el filial malaguista. Con Rafa Gil en el banquillo, el centrocampista paleño jugó 36 encuentros oficiales en Tercera División y el play-off de ascenso a Segunda B, aunque finalmente el Atlético Malagueño fue eliminado por el Tenerife B. Debutó de forma no oficial con el primer equipo en un encuentro amistoso que midió al Málaga C. F., entrenado por Antonio Tapia, y al Sevilla Atlético, con victoria malaguista por 2-0. Por aquel entonces, Portillo comenzó a ser un asiduo en los entrenamientos del primer equipo blanquiazul.
La temporada 2009-10 comenzó de manera fulgurante para Portillo. De la mano del técnico Juan Ramón López Muñiz, realizó su primera pretemporada en Benahavís con el Málaga Club de Fútbol. El canterano no desaprovechó la oportunidad y disputó el torneo de la Copa de la Paz, en la que demostró su buen hacer en los dos encuentros que jugó, siendo elegido `Jugador del Partido’ en el encuentro que enfrentó a los malaguistas con el Aston Villa.
El 24 de enero de 2010 debutó de manera oficial en la Primera División del fútbol español, en el Estadio Santiago Bernabéu ante el Real Madrid. Portillo, con el dorsal 29 a la espalda, sustituyó al danés Mtiliga y disputó los últimos 17 minutos de un partido que finalizó con derrota para el Málaga CF por 2-0. Un partido con mucho significado en la carrera deportiva del jugador, que esa temporada fue uno más en los entrenamientos del primer equipo. Con el filial disputó un total de 29 encuentros oficiales en Tercera División.
En la temporada 2010-11, con la llegada de los nuevos propietarios a la entidad de Martiricos, y el interés por potenciar la cantera, Portillo, al igual que otros compañeros como Juanmi, Jesús Gámez o Recio, amplió su vínculo con el Málaga Club de Fútbol. Realizó la pretemporada con el primer equipo en Benahavís de la mano de Jesualdo Ferreira, con el que no dispuso de minutos. Fue con la llegada del técnico Manuel Pellegrini cuando Portillo comenzó a gozar de más oportunidades. En una temporada difícil, en la que el equipo se dirimía en las últimas posiciones de la tabla, Portillo no desaprovechó la ocasión y, con su buen trato del balón, se erigió como uno de los jugadores determinantes en la consecución de la permanencia en Primera División, disputó 17 partidos de Liga y 3 de Copa. El centrocampista malagueño se consolidó en el primer equipo de manera incontestable, aunque también contó para el Atlético Malagueño en su inicio de campaña, con el que jugó 9 encuentros y la eliminatoria del playoff de ascenso a Segunda B frente al Xátiva valenciano, en la que cae eliminado el equipo dirigido por Rafa Gil. 
La temporada 2011-12 supuso, por un lado, la consolidación de Francisco Portillo en el primer plantel del Málaga CF, que se tradujo nuevamente con la ampliación de su contrato hasta la campaña 2014-15. Sin embargo, por otro lado, apenas cuenta con minutos de juego. La llegada al equipo de jugadores como Isco, Joaquín o Cazorla aumentó la competencia en el plantel y Portillo contó con menos protagonismo. No obstante, estuvo a punto de abandonar el equipo durante el mercado invernal ante la pujanza del Córdoba Club de Fútbol, que luchó hasta el último día por incorporar al centrocampista malagueño. Pero la entidad cordobesa se encontraron con la negativa del técnico chileno. Manuel Pellegrini vio crecer a Portillo día a día y sabía la calidad que atesoraba. Para el malagueño, a pesar de no disponer de minutos, fue una temporada histórica, ya que el Málaga CF finalizó la Liga en cuarta posición y la clasificación por vez primera para disputar la Liga de Campeones de la UEFA.
El jugador obtuvo la recompensa y se convirtió en un fijo en el esquema táctico de Manuel Pellegrini, tanto en Liga como en la Liga de Campeones de la UEFA, durante la temporada 2012-13. Su fútbol técnico y vistoso comenzó a brillar y se convirtió en un joven ídolo de la afición. En Liga se destapa también como goleador, mientras que en la máxima competición europea fue titular en varios partidos, accediendo con el Málaga a los cuartos de final de la máxima competición continental.

### Real Betis
En enero de 2015 Portillo llegó cedido por el Málaga al Real Betis Balompié con opción de compra obligatoria en caso de ascenso, por una cantidad cercana al millón y medio de euros. En junio de ese mismo año el Betis efectuó el pago y se lo quedó en propiedad.
Clave e importante en el equipo verdiblanco, Portillo se convirtió en una pieza fundamental del renovado Betis en su regreso a primera división.

### Getafe Club de Fútbol
En la temporada 2016-17 fue cedido al Getafe C. F. Después de destacar y de lograr el ascenso a la máxima categoría con el conjunto azulón, en el verano de 2017 pasó a ser parte definitiva del Getafe que abonó 1,5 millones de euros al Betis por hacerse cargo de su ficha.

### Almería, Leganés y Oviedo
Tras desvincularse del Getafe C. F., el 22 de julio de 2021 llegó como agente libre a la U. D. Almería, en donde firmó por dos temporadas. En la primera de ellas consiguió su tercer ascenso a Primera División y en la segunda jugó 28 partidos en esta categoría. Se quedó sin equipo al finalizar su contrato en junio de 2023 y en el mes de septiembre se incorporó al C. D. Leganés. Con los pepineros logró un nuevo ascenso a la máxima categoría y al finalizar la campaña quedó libre. Entonces continuó su carrera en el Real Oviedo, equipo al que se unió en noviembre de 2024. Con ellos consiguió un quinto ascenso y suyo fue el gol que confirmó el regreso de la entidad ovetense a Primera División después de 24 años. A pesar de ello, su contrato no fue renovado y volvió a quedarse sin equipo.

## Clubes
| Club                         | País   | Año       |
| ---------------------------- | ------ | --------- |
| Atlético Malagueño           | España | 2008-2010 |
| Málaga C. F.                 | España | 2010-2015 |
| Real Betis Balompié (cedido) | España | 2015      |
| Real Betis Balompié          | España | 2015-2017 |
| Getafe C. F. (cedido)        | España | 2016-2017 |
| Getafe C. F.                 | España | 2017-2021 |
| U. D. Almería                | España | 2021-2023 |
| C. D. Leganés                | España | 2023-2024 |
| Real Oviedo                  | España | 2024-2025 |

## Palmarés

### Campeonatos nacionales
| Título           | Club                | País   | Año  |
| ---------------- | ------------------- | ------ | ---- |
| Segunda División | Real Betis Balompié | España | 2015 |
| Segunda División | U. D. Almería       | España | 2022 |
| Segunda División | C. D. Leganés       | España | 2024 |